# Видный (Ставропольский край)
Ви́дный — посёлок в Благодарненском муниципальном округе Ставропольского края России.

## Варианты названия
- Посёлок отделения № 3 совхоза «Ставропольский»[2].

## География
Расстояние до краевого центра: 126 км.
Расстояние до районного центра: 20 км.
Северо-западнее — посёлок Ставропольский и балка Грязная.

## История
В 1966 г. Указом Президиума ВС РСФСР поселок отделения № 3 совхоза «Ставропольский» переименован в Видный.
До 2017 года посёлок входил в упразднённый Ставропольский сельсовет.

## Население
| 1989 | 2002 | 2010 | 2013 | 2014 | 2021 | 2023 |
| ---- | ---- | ---- | ---- | ---- | ---- | ---- |
| 233  | ↘221 | ↘208 | ↘197 | ↗200 | ↘167 | →167 |

По данным переписи 2002 года в национальной структуре населения русские составляли 59 %.

## Инфраструктура
Фельдшерско-акушерский пункт

## Галерея

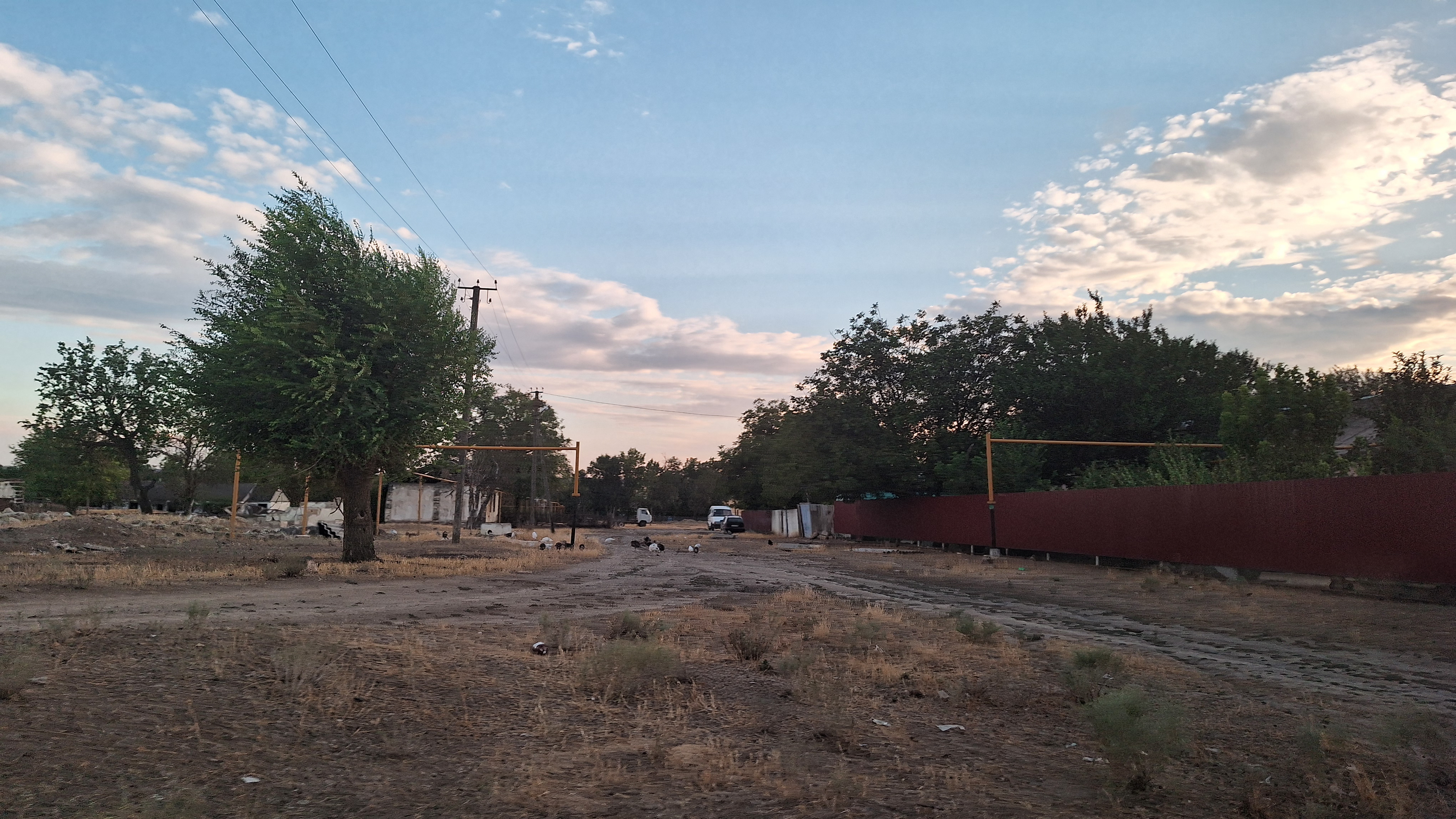
Вид с севера
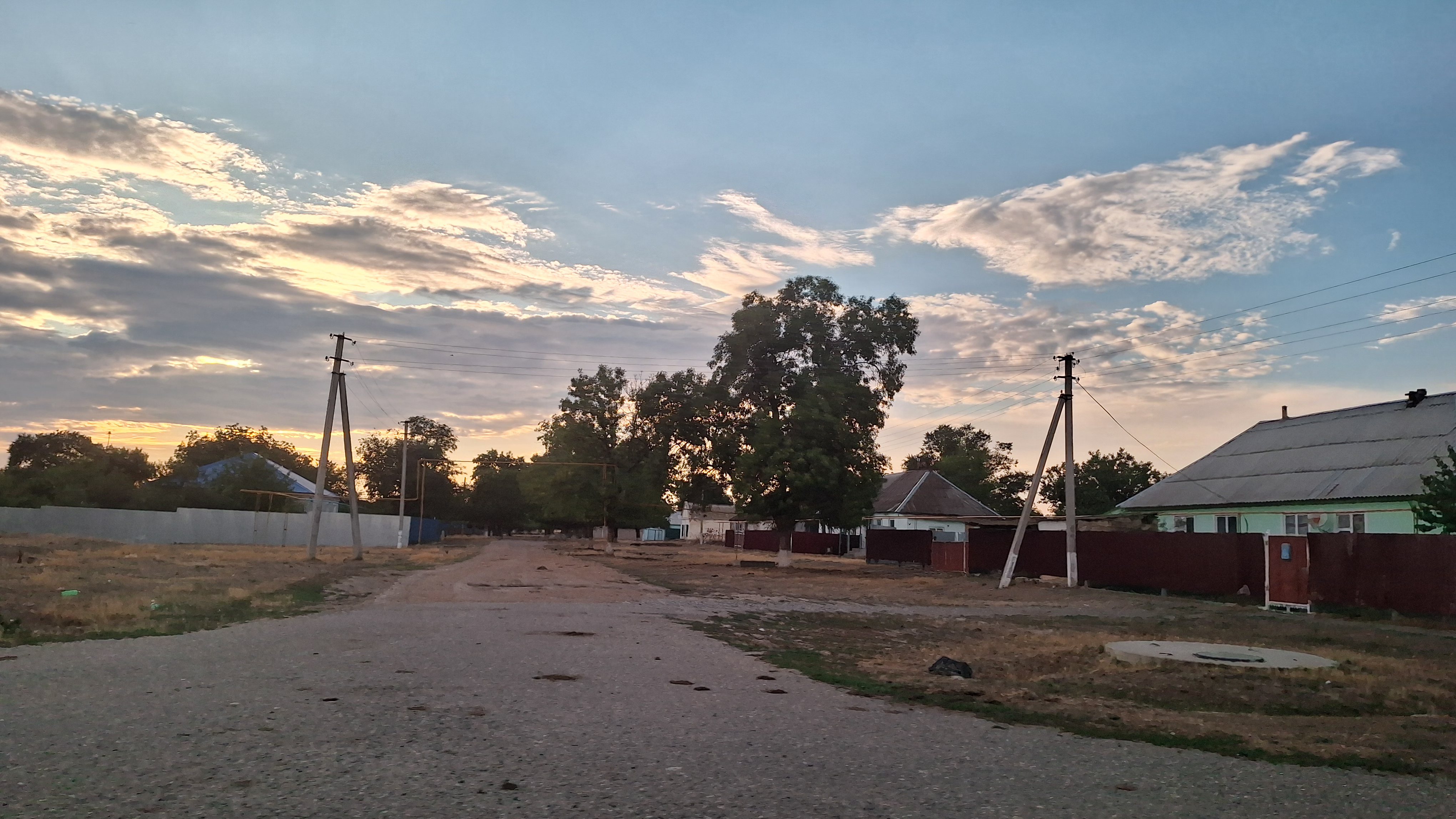
Вид с востока
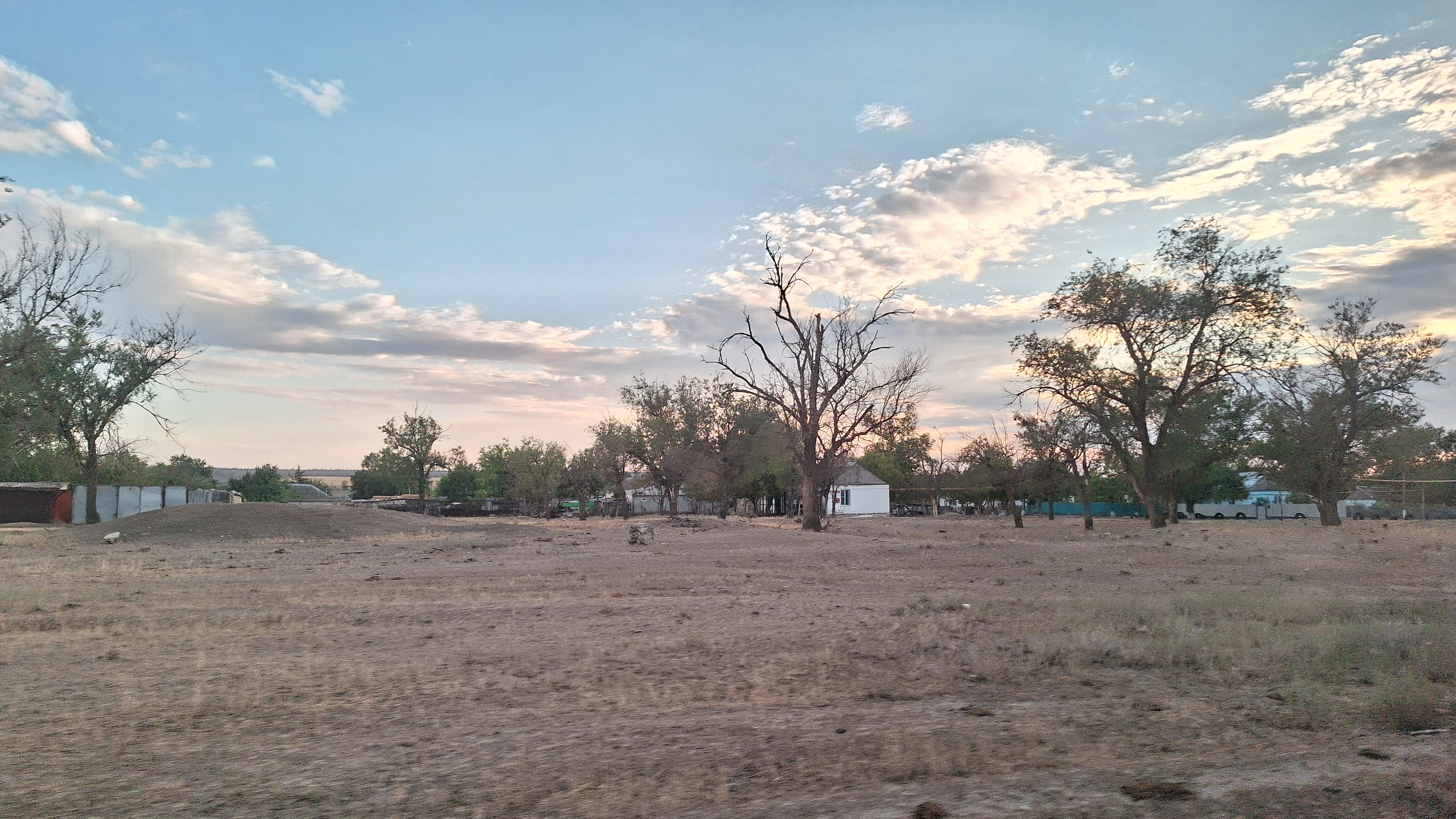
Вид с запада